# Ilari
Ilari ist ein männlicher Vorname. Er ist eine russische und finnische Form von Hilarius.

## Namensträger
- Ilari Filppula  (* 1981), finnischer Eishockeyspieler
- Ilari Manninen (* 1997), finnischer Hürdenläufer
- Ilari Melart (* 1989), finnischer Eishockeyspieler

## Familienname
- Virgilio Ilari (* 1948), italienischer Jurist

## Fiktive Personen
- Ilari Pesonen, Figur aus der Fernsehserie Salatut elämät